# 何鉅业
何鉅业，MH，JP，香港建筑、测量、都市规划及园境界人士。現任富匯測量師有限公司創辦人及董事總經理，于2005年成立“富汇测量师有限公司”。曾任香港測量師學會會長。 何鉅業現為香港樓宇安全學會及香港樓宇檢測協會創辦人暨會長。
何鉅業畢業於香港理工學院（現香港理工大學）之建築測量專業文憑學系，現為資深建築測量師。何測量師於2007年亦完成了香港城市大學之仲裁及爭議解決學碩士課程。 同時，於2011年6月起被聘任為中國廣東省建設監理協會名譽理事。
于2022年提名李家超参与2022年香港行政長官選舉。

## 建築專業資格
- 香港政府認可人士

- 香港註冊專業測量師（建築測量）
- 註冊檢驗人員、綠建專才
- 中國註冊監理工程師
- 英國皇家特許測量師學會
- 香港測量師學會資深會員
- 英國皇家特許項目管理測量師。
- 英國特許仲裁人學會會員
- 英國建築工程師學會會員
- 香港設施管理學會資深會員
- 「自願樓宇評審計劃」評審員

## 公職榮譽
- 2021年獲頒授榮譽勳章（MH）。[8][5]
- 2016年獲委任為太平紳士（JP）。[9]
- 2014年獲香港測量師學會頒發「卓越建築測量師」獎項。[10]
- 擔任香港特別行政區行政長官選舉委員會（建築、測量、都市規劃及園境界）委員，於2021年當選。[11]

現任以下政府諮詢機構職務：
- 城市規劃委員會委員
- 水務署水喉工程技術委員會委員
- 水喉匠牌照諮詢委員會主席
- 華人廟宇委員會增選委員
- 認可人士、註冊結構工程師及註冊岩土工程師紀律委員會委員

其過往公職包括：
- 古物諮詢委員會委員
- 保育歷史建築諮詢委員會委員
- 運輸及房屋局「劏房」租務管制研究工作小組成員
- 食水安全諮詢委員會委員

## 爭議
何鉅業曾被部分網民稱為「空間魔法師」，源於2019年11月連登討論區未經證實的傳言指其公司辦公室涉嫌違規建造閣樓及加高地台以擴充空間。該說法聲稱存在違反《建築物條例》的僭建結構（unauthorized structures），但相關指控始終沒有實證。